# Ribáry Ferenc
Ribáry Ferenc (Kolta, 1827. október 6. – Budapest, 1880. május 17.) tanár, történész, nyelvészeti és földrajzi szakíró.

## Életpályája
A szabadságharcban fogságba esett és Königgrätz-ben raboskodott. Besorozták közlegénynek az osztrák hadseregbe. Miután 1851-ben szabadult, nevelő lett: 1861-től budai főgimnáziumban volt helyettes tanár. 1863-ban szerzett tanári oklevelet, ugyanakkor rendes tanárrá nevezték ki. 1869-ben a pesti egyetemen magántanári képesítést nyert. Ókortörténeti és földrajztudományi szakíróként egyaránt jelentős műveket alkotott. Julien Vinson fordította francia nyelvre Ribáry Ferenc baszk nyelvtanát.

## Művei

### Értekezések, tanulmányok
- A mordvin nyelv a magyar nyelvhez tartozik-e, in Magyar Nyelvészet IV. 1859
- Mátyás király, in Ifjúsági Plutarch, Pápa 1859–1860
- A baszk nyelv ismertetése, in Nyelvtudományi Közlemények 1866. – Franciául : Essai sur la langue basque, trad. Julien Vinson, Paris, 1877. (Ism. Pesti Napló 1877:314.) – Az első magyar nyelvű baszk nyelvtan, melyet a francia kritika is a legjobként ismerte el.[1] Fordítója azonban több helyt cáfolni igyekezvén Ribáryt, ez utóbbinak Lucien Bonaparte (III. Napóleon udvari káplánja) külön röpiratban kelt védelmére. Kettőjük levelezése: Nemzeti Hirlap, 1877
- Budai polgáriskola [tanterve], in Néptanítók Lapja 1868, 21, 324-325, 347-379.
- Babylonia és Assyria őskori történelmének hitelessége. Pest, 1869. (Értekezések a történeti tudományok köréből I/8).
- A történelem tanítása közös iskolákban, in Országos Középiskolai Tanáregylet Közlönye, 1870
- Walter-Füssy Világtörténelmének bírálata, in Országos Középiskolai Tanáregylet Közlönye, 1871
- Előleges jelentés az Aegyptologia és Assyrologia mai állásáról', in Országos Középiskolai Tanáregylet Közlönye, 1875
- A hikszószok vagyis pásztor királyok kora, in Athenaeum 1875. = Egy lap Egyiptom őskori történetéből: A Hikszószok vagyis pásztor királyok kora, Budapest, 1875
- A pelasg kérdés mai állása s a jobbágyság a helleneknél és rómaiaiaknál, Budapest, 1875 (Értekezések a történeti tudományok köréből IV/5.)
- A Claudiusok története, I: Tiberius kora, Budapest, 1876
- A legújabb kor története. Bevezetésül a XVIII. század bölcsészeti irodalmának ismertetése, Budapest, 1878
- Világtörténelem a művelt magyar közönség számára földabroszokkal, arcz- és művelődéstörténeti képekkel díszített kiadás. Alapította Ribáry Ferenc. I. rész. Az ó-kor. Budapest, 1879–1881. Három kötet. – Ism. Egyetemes Philológiai Közlemények [IV. és Ribáry válasza], Pesti Napló 1880:32.)
  - → bővebben: Ribáry–Molnár–Marczali-féle Világtörténelem

### Történelem tankönyvek
- Magyarország oknyomozó története. A lyceumok és felsőbb osztályok számára. Pest, 1868 (Ism. Századunk 107., 108. sz., 2. jav. kiadás. Budapest, 1874, 3. jav. kiadás: Tanodai és magán használatra, Budapest, 1878. 4. jav. kiadás, átnézte Mangold Lajos 1882., 5. jav. kiadás; átdolg. Mangold L. 1886. Budapest. Ruménul: 1884. Balásfalván)
- Világtörténelem. Középtanodai és magánhasználatra. Pest, 1869–1870. Három rész (I. 1869. 2. kiadás 1871, 3. jav. képes k. 1876., 4. k. 1878., 5. k. átnézte Mangold Lajos, 1882., 6. k. 1889. átdolg. Mangold L., II. 1870. 2. k. 1872, 3. jav. és képekkel bőv. k. 1878., 4. k. 1879., 5. k. 1894., III. 1870. Ism. Orsz. Tanáregylet Közlönye. 1869–71., 2. jav. k. 1876, 3. jav. k átnézte Mangold Lajos 1881. 4. k. 1887., 5. k. 1893. Budapest).
- Magyarország története, tekintettel a világtörténeti főbb eseményekre. A középtanodák alsóbb osztályai számára. Pest, 1871. Két füzet (2. kiadás. Budapest, 1874, 3. jav. k. 1877., 4. k. átnézte Mangold Lajos 1883, II. 3. k. 1878., 4. k. átnézte Mangold L. 1883. Budapest. Szerbül: ford. Jovanovits Milan. A. Ujvidék, 1884)
- Magyarország története rövid előadásban. Elemi, felsőbb nép és polgári iskolák számára. Pest, 1872. (2. jav. k. Budapest, 1878. 3. k. é. n. Budapest)
- Világtörténelem polgári fiúiskolák számára. Budapest, 1879. (138 ábrával. 2. kiadás, átnézte Mangold Lajos 1882., 3. k. 1885., 4. k. 1887., 5. k. átdolg. Varga Ottó 1889., 6. jav. k. átdolg. Varga Ottó 1897. 7. jav. k. sajtó alá rendezte Gaal Mózes, é. n. Budapest)
- Világtörténelem a polgári és felsőbb leányiskolák számára. Budapest, 1879 (2. jav. kiadás és új kiadás, átdolg. Varga Ottó. Budapest, 1890., 4. jav. k. sajtó alá rendezte Gaal Mózes 1900)

### Földrajz tankönyvek
- Visontai János, A magyar állam földirata. A 7. kiadást átdolgozta. Pest, 1870 (Ismertetés: Magyar Tanügy 1872. és Ribáry válasza)
- Ribáry-féle földrajzi kis atlasz, nép-, ipar- és vasárnapi iskolák használatra. Pest, 1873 (9 térkép 3. kiadás é. n., 4. k. é. n., 6. k. Ribáry-Homolka-féle c. a. 1881. Budapest)
- Egyetemes földirat. Középtanodák használatára. Pest, 1871. Két kötet (Ismertetés: Magyar Tanügy, 3. jav. k. 1875., 4. jav. k. 1877., 6. k. 1882.; II. 3. jav. k. 1877., 4. kiadás 1878. Budapest)
- A magyar királyság földirata csillagászati és természettani földrajzi bevezetéssel. Pest, 1872. (2. jav. k. Bpest, 1874, 3. jav. k. Budapest, 1875., 4. k. 1877., 5. k. 1879., 6. k. 1885. Budapest)
- Kis földleírás. Főtekintettel a magyar korona országaira. Elemi és felsőbb népiskolák számára. Pest, 1872 (4. jav. k. Budapest, 1877., 5. jav. k. 1878., 6. jav. k. 1881., 7. k. 1885. Budapest. Németül. Budapest, 1873)
- Európa államainak összehasonlító politikai földirata. A középtanodák felsőbb osztálya számára. Budapest, 1878
- Ribáry-féle földrajzi atlasz középtanodai használatra szerkesztve 20 térképpel. é. n., Budapest (3. kiadás, é. n., 4. k. é. n.)

### Fordítások
- Lengyelország első feloszlatása. Laboulaye Edward után francziából ford. Budapest, 1878 (2. kiadás).